# Чарлстон (Иллинойс)
Чарлстон (англ. Charleston) — город в США в округе Колс штата Иллинойс. Административный центр округа Колс.
Расположен в восточной части штата Иллинойс на западном берегу реки Эмбаррас. Занимает площадь 23 км².
Ближайший город-столица штата Иллинойс Спрингфилд находится в 151 км северо-западнее, Чикаго северо-восточнее в 298 км, Индианаполис, столица Индианы в 194 км к востоку и Сент-Луис, штат Миссури в 223 км к юго-западу.
В городе находится Университет Восточного Иллинойса. Чарлстон имеет тесные связи с соседним городом 
Маттуном. Вместе оба города формируют микрополисную статистическую зону Чарлстон-Маттун.

## Население
Население по данным переписи 2020 года составляло 17 286 человек.

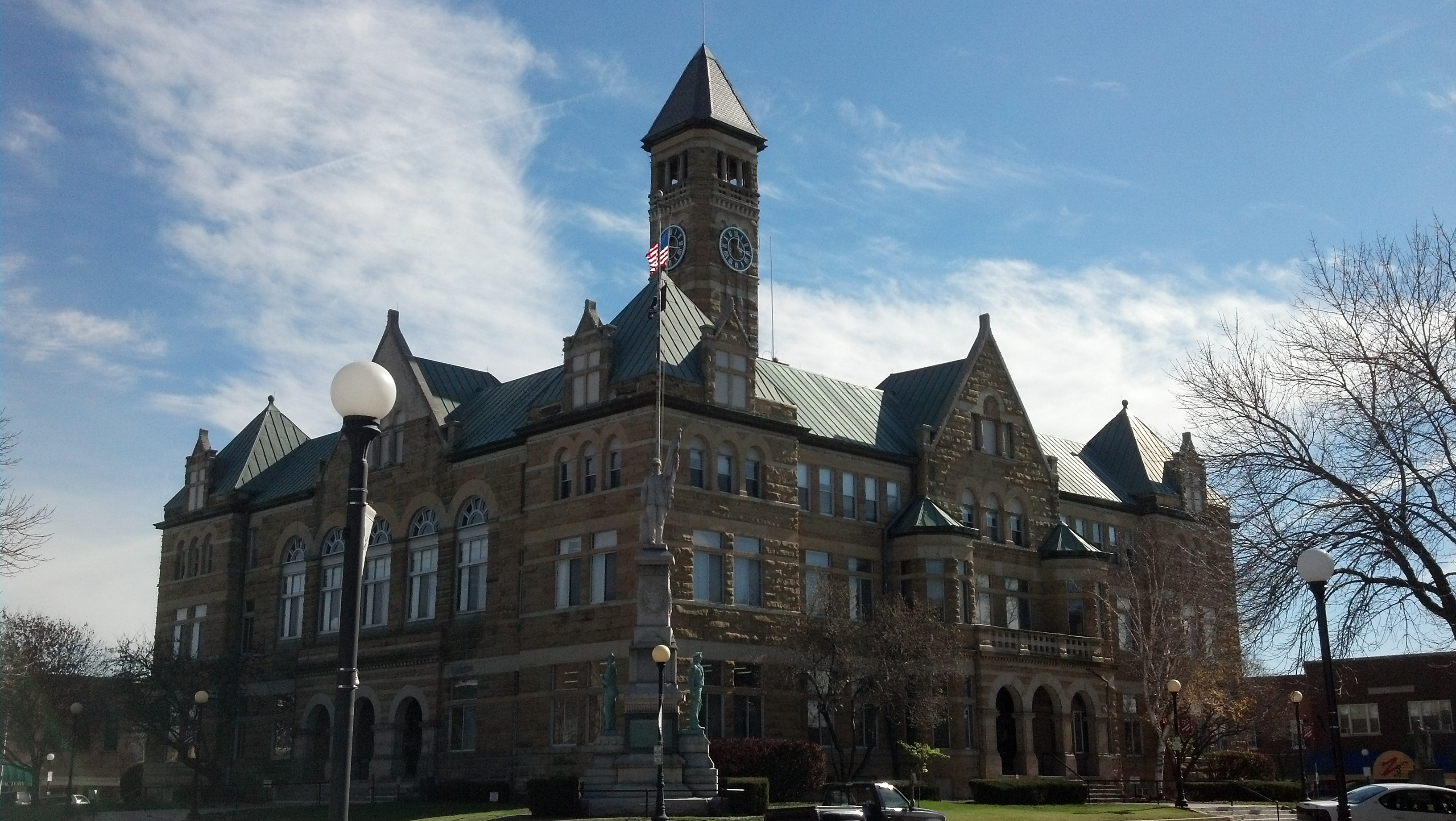
Здание суда округа Колз в Чарлстоне, построенное в 1898 году

| Год переписи | Нас.  |  | %±     |
| ------------ | ----- |  | ------ |
| 1970         | 16421 |  | —      |
| 1980         | 19355 |  | 17,9%  |
| 1990         | 20398 |  | 5,4%   |
| 2000         | 21039 |  | 3,1%   |
| 2010         | 21838 |  | 3,8%   |
| 2020         | 17286 |  | −20,8% |

## История
Коренные американцы жили в районе Чарлстона за тысячи лет до прибытия первых европейских поселенцев.
Основан	в 1831 году и назван в честь Чарльза Мортона, его первого почтмейстера. Зарегистрирован как город в 1865 году.

## Образование
В городе находится Университет Восточного Иллинойса, в котором в 2023 году обучалось 8804 студента.

## Известные уроженцы
- Бабер, Элис, художница
- Грей, Джон Генри, экономист
- Чарльз Клэри, актёр
- Мартин, Шарлотта, певица
- Толанд, Грегг, кинооператор